# Caprimulgus ruwenzorii
Caprimulgus ruwenzorii là một loài chim trong họ Caprimulgidae.